# Symeon von Thessalonike

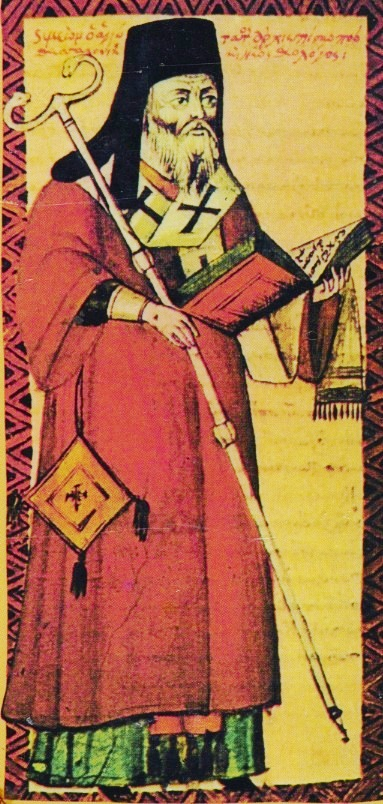
Symeon von Thessalonike. Illustration im Codex 47, folio 82, des Athosklosters Vatopedi von 1763

Symeon von Thessalonike (Συμεών Θεσσαλονίκης Symeṓn Thessaloníkēs, † im September 1429) war ein orthodoxer Theologe und Erzbischof von Thessalonike.

## Leben und Werk
Symeon stammte aus Konstantinopel und wurde Mönch des Xanthopouloi-Klosters in Konstantinopel. Zwischen Juni 1416 und April 1417 wurde er zum Metropoliten von Thessalonike ernannt. Seine Amtszeit war von der militärischen Bedrohung Thessalonikes durch die Türken geprägt; er lehnte sowohl die Übergabe der Stadt an die Venezianer als auch an die Türken ab. Seit 1422 wurde Thessalonike von einem Heer Murads II. belagert. In seinen Predigten deutete Symeon die Belagerung als göttliche Strafe für die Sünden der Byzantiner und mahnte zur Buße. Die Einnahme der Stadt erfolgte ein Jahr nach Symeons Tod.
Symeon war ein Vertreter des Hesychasmus und gehörte zu den theologischen Schülern des Gregorios Palamas, der dessen Impulse besonders für das Verständnis der Liturgie fruchtbar machte. Seine Kommentare zu den Feiern des Byzantinischen Ritus gelten als Standardwerk.

## Heiligenverehrung
Die Griechisch-orthodoxe Kirche kanonisierte Symeon von Thessalonike 1981. Sein Gedenktag ist der 15. September.

## Schriften
- Patrologiae Cursus Completus, Series Graeca (PG), Band 155
- Το λειτουργικόν έργον του Συμεών Θεσσαλονίκης. [= Das liturgische Werk Symeons von Thessalonike] Hrsg. von Ioannes M. Fundules. Ίδρυμα Μελετών Χερσονήσου του Αίμου, Thessaloniki 1966.
- Λειτουργικά συγγράμματα. [= Liturgische Schriften] Hrsg. von Ioannes M. Fundules. Εταιρεία Μακεδονικών Σπουδών, Thessaloniki 1968.
- Έργα Θεολογικά. [= Theologische Werke] Hrsg. von David Balfour. Πατριαρχικόν Ίδρυμα Πατερικών Μελετών, Thessaloniki 1981.
- Über die göttliche Mystagogie: eine Liturgieerklärung aus spätbyzantinischer Zeit. Aus dem Griechischen übersetzt von Wolfram Gamber, eingeleitet und herausgegeben von Klaus Gamber (= Beihefte zu den Studia patristica et liturgica. Band 12). Pustet, Regensburg 1984.
- Politico-historical Works of Symeon Archbishop of Thessalonica (1416/17 to 1429) (= Wiener Byzantinistische Studien. Band 13). Hrsg. von David Balfour. Österreichische Akademie der Wissenschaften, Wien 1979.